# Astrocara flavoradiata
Astrocara flavoradiata är en skalbaggsart som beskrevs av Moser 1918. Astrocara flavoradiata ingår i släktet Astrocara och familjen Cetoniidae. Inga underarter finns listade.